# Нова Площиця
45°44′ пн. ш. 16°55′ сх. д. / 45.73° пн. ш. 16.92° сх. д.
Нова Площиця (хорв. Nova Ploščica) — населений пункт у Хорватії, у Б'єловарсько-Білогорській жупанії у складі громади Велика Трновитиця.

## Населення
Населення за даними перепису 2011 року становило 345 осіб.
Динаміка чисельності населення поселення: